# Parasyprestia
Parasyprestia är ett släkte av skalbaggar. Parasyprestia ingår i familjen vivlar.
Kladogram enligt Catalogue of Life:
| Parasyprestia | \| \| Parasyprestia carinicollis \| \| \| \| |
|               | \| \| Parasyprestia carinicollis \| \| \| \| |
|               | Parasyprestia carinicollis                   |
|               |                                              |